# Цайльбауэр, Зепп
Йозеф (Зепп) Цайльбауэр (нем. Josef "Sepp" Zeilbauer; род. 24 сентября 1952, Мюрццушлаг, Брук-Мюрцушлаг) — австрийский легкоатлет, специалист по многоборьям. Выступал за сборную Австрии по лёгкой атлетике в 1970—1981 годах, трёхкратный чемпион Универсиад, многократный победитель и призёр первенств национального значения, участник трёх летних Олимпийских игр.

## Биография
Зепп Цайльбауэр родился 24 сентября 1952 года в городе Мюрццушлаг, Австрия.
В 1970-х годах находился в числе сильнейших австрийских легкоатлетов, неоднократно становился чемпионом страны в различных легкоатлетических дисциплинах: трижды был лучшим в беге на 110 метров с барьерами (1974, 1978, 1979), дважды в прыжках с шестом (1975, 1976), пять раз выигрывал национальный чемпионат в десятиборье (1973, 1974, 1976, 1978, 1981). Главным его конкурентом являлся Георг Вертнер, с которым они долгое время соперничали на соревнованиях национального уровня.
Дебютировал на международной арене в сезоне 1970 года, когда вошёл в состав австрийской национальной сборной и выступил на юниорском европейском первенстве в Коломбе, где в программе десятиборья стал четвёртым.
В 1971 году показал пятый результат в десятиборье на чемпионате Европы в Хельсинки.
Благодаря череде удачных выступлений удостоился права защищать честь страны на летних Олимпийских играх 1972 года в Мюнхене — набрал в сумме всех дисциплин десятиборья 7741 очко и расположился в итоговом протоколе соревнований на девятой строке.
В 1974 году на чемпионате Европы в Риме финишировал в десятиборье седьмым.
Будучи студентом, в 1975 году отправился представлять страну на Универсиаде в Риме, где был лучшим в зачёте десятиборья.
В 1976 году с личным рекордом в 8219 (8310) очков стал серебряным призёром на домашнем международном турнире Hypo-Meeting, уступив лидерство только титулованному немцу Гвидо Крачмеру. Находясь в числе лидеров легкоатлетической команды Австрии, благополучно прошёл отбор на Олимпийские игры в Монреале — на сей раз провалил все попытки в прыжках с шестом и без результата досрочно завершил выступление в десятиборье.
После монреальской Олимпиады Цайльбауэр остался в составе австрийской национальной сборной на ещё один олимпийский цикл и продолжил принимать участие в крупнейших международных стартах. Так, в 1977 году он одержал победу на Hypo-Meeting и на Универсиаде в Софии.
В 1978 году взял бронзу на Hypo-Meeting, стал четвёртым на чемпионате Европы в Праге.
В 1979 году выиграл Универсиаду в Мехико в десятиборье.
На Олимпийских играх 1980 года в Москве с результатом в 8007 очков оказался пятым в десятиборье.
Последний раз показывал сколько-нибудь значимые результаты в лёгкой атлетике на международном уровне в сезоне 1981 года, когда вновь выиграл турнир Hypo-Meeting.